# Barcza
Barcza is een plaats in het Poolse district  Kielecki, woiwodschap Święty Krzyż. De plaats maakt deel uit van de gemeente Masłów en telt 331 inwoners.